# Gillis van Valckenborch
Gillis van Valckenborch (ook Valckenborg of Valckenborch) (Antwerpen 1570 - Frankfurt 1622) was een Brabants schilder die gespecialiseerd was in landschappen die hij uitvoerde in een laat-maniëristische stijl.

## Biografie

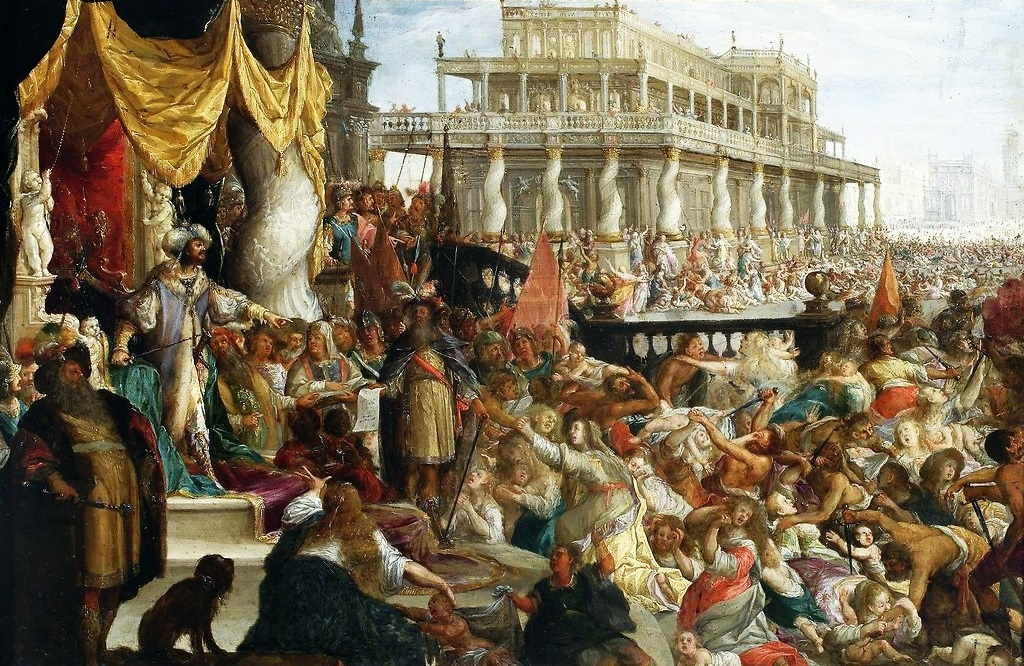
Kindermoord van Bethlehem (rond 1590-1595), Nationaal Museum, Warschau

Gillis van Valckenborch was de zoon van de schilder Marten van Valckenborch, de broer van de schilder Frederik van Valckenborch, en de neef van de schilder Lucas van Valckenborch. Zijn familie was protestants en zag zich in 1586 gedwongen haar vaderland te verlaten omwille van de anti-protestantse politiek van de katholieke koning Filips II van Spanje die ook heerste over de Zuidelijke Nederlanden. De familie vestigde zich in Frankfort. Samen met zijn broer Frederik ondernam Gillis in het begin van de jaren 1590 waarschijnlijk een reis door Italië.
Hij keerde terug naar Frankfurt, waar hij de leraar was van Hendrik vander Borght de Oudere.

## Werken
Net als de rest van zijn familie is hij vooral gekend om zijn landschapschilderijen. Hij was ook bedreven in het schilderen van de menselijke figuur.
Zijn werken worden bewaard in onder andere het Louvre, het Grohmann Museum in Milwaukee en in het Kadriorgpaleis in Tallinn (onderdeel van het Kunstmuseum van Estland).